# 小笠原賢一
小笠原 賢一（おがさわら けんいち、1969年 — ）は、日本のゲームプロデューサー、ゲームクリエイター。現在、コーエーテクモゲームス執行役員。

## 略歴・人物
- 1969年-宮城県仙台市生まれ
- 1993年-千葉大学卒業。株式会社光栄入社（現株式会社コーエーテクモゲームス）

- 「信長の野望シリーズ」の制作に携わりたい理由から、大学卒業後の進路としてコーエーを希望した。最初にプレイした同シリーズは、『信長の野望』であり、その作品に衝撃を受けたと語っている[2][3]

## 作品
- 1997年 - 『三國無双』メインプランナー
- 1998年 - 『デストレーガ』メインプランナー
- 2000年 - 『真・三國無双』メインプランナー
- 2003年 - 『信長の野望Online』ディレクター
- 2004年 - 『真・三國無双』（PSP版）ディレクター
- 2007年 - 『ブレイドストーム』ディレクター
- 2008年 - 『采配のゆくえ』プロデューサー
- 2009年 - 『真・三國無双 MULTI RAID』プロデューサー
- 2010年 - 『真・三國無双 MULTI RAID 2』プロデューサー
- 2011年 - 『真・三國無双 NEXT』プロデューサー
- 2011年 - 『真・三國無双 VS』プロデューサー
- 2013年 - 『討鬼伝』プロデューサー
- 2013年 - 『信長の野望・創造』プロデューサー
- 2015年 - 『ドラゴンクエストヒーローズ　闇竜と世界樹の城』プロデューサー（スクウェア・エニックスと共作）
- 2016年 - 『ドラゴンクエストヒーローズII 双子の王と予言の終わり』プロデューサー（スクウェア・エニックスと共作）
- 2022年 - 『信長の野望・新生』プロデューサー